# Raquel Fernández
Raquel "Quela" Fernández ( n. Buenos Aires, Argentina; 1921 - Ibídem; 11 de agosto de 2016) fue una veterana actriz de cine y televisión argentina.

## Carrera
Fernández se inició en el medio artístico siendo ya mayor de edad. Estudió con Roxana Berco, Juan Carlos Palacios, Beatriz Dos Santos y Franco Gilli.
Estudió canto, baile y folclore, y después hizo actuaciones en los talleres teatrales para jubilados en el Centro Cultural San Martín. que dirigía la actriz y directora Marta Ecco. Luego su sobrina la inscribe en diferentes afiches  donde posteriormente comienza a hacer cástines. Iniciando su carrera profesional a los 87 años.
Jubilada de jefas de compras de dos hoteles, siendo muy joven sufrió un terrible accidente automovilístico en el que falleció su hermana. Su madre murió a los 82 años  por las secuelas de dicho accidente.
En cine tuvo tres apariciones esporádicas en películas como La guerra del cerdo de 1975 encabezado por José Slavin y Martha González, El día que no nací en 2010, dirigida por Florian Cossen;  y la película interpretada por Adrián Suar y Florencia Bertotti, Igualita a mí, también de 2010, donde interpretaba a una adorable abuela que se negaba vender la casa de toda su vida.
En la pantalla chica se la pudo ver en la ficción Más allá del horizonte con Grecia Colmenares y Osvaldo Laport.  En los últimos años obtuvo una gran popularidad al interpretar el personaje de la abuelita de la publicidad de Speedy llamada Haydeé durante los años 2012 y 2013, donde apareció junto a artistas como Matías Alé. En Chile hizo una publicidad de  Sopas Naturezas, muy conocidas en ese país. 
En el 2012 recibió un reconocimiento otorgado por  SAGAI (Sociedad Argentina de Gestión de Actores e Intérpretes) en una celebración que se realizó en el Teatro Tabarís y en la que homenaearon a 71 actores de más de ochenta años con un diploma y un premio de 12 mil pesos.
En una entrevista con Chiche Gelblung, Raquel relata: 

"Empecé a trabajar como actriz a los 87 años, primero empecé a trabajar como extra, hacía bolos nada más".

La actriz Quela Fernández falleció a los 95 años por causas naturales el 11 de agosto de 2016. Sus restos descansan en el panteón de la Asociación Argentina de Actores del Cementerio de la Chacarita. Su sobrina es la también actriz Noemí Morelli.

## Filmografía
- 1975: La guerra del cerdo.
- 2010: El día que no nací.
- 2010:  Igualita a mí.

## Televisión
- 1994: Más allá del horizonte.
- 2015: Pan y vino.

## Teatro
- La depresión
- Se ha extraviado el gato
- Una tarde de novela
- Eva y Victoria
- La más fuerte
- Brujas
- Lo que no se dice
- Crímenes del corazón
- El efecto de los rayos gamma sobre las caléndulas